# Виктор Бурк
Жан Антоан Виктор Бурк (фр. Jean Antoine Victor Burq; Родез, 8. јул 1822 — Бјевр, 12. август 1884) био је француски лекар познат по свом раду на металотерапији, касније  и металоскопији (посматрању ефеката контакта одређених метала са кожом, посебно у хистерији).
Бурк је заслужан за откриће дејства метала на анестезију, као и на циркулацију, температуру и мишићну снагу у анестезираним удовима. Препознао је постојање идиосинкразије у погледу метала. Његови ставови о неурозама, иако хипотетички, били су реални у смислу да анестезија и амиостенија (појам који је он измислио) имају везе са неурозама, које имају велики значај у клиничкој пракси и захтевају лечење. За ове појаве он је измислио генијалне мерне инструменте.

## Живот
Рођен је 8. јула 1822. године у граду Родез на југу Француске, од мајке Викторија Вигијер, и оца Антоана Бурк, фармацеута. Након што је завршио класично школовање у средњој школи у родном Родезу, Бурк је отишао у Париз да студира медицину.
Његови учитељи током студија медицине били су Антоан-Жозеф Жобер де Ламбал (1799–1867), Алфонс Девержи (1798–1879) и Шарл Велики Легро (1798–1861) у болници Отел Дју  у Паризу и Огист Нона (1804–1887) у болници Ла Салпетри у Паризу.
Током студирања Бурк је посебно поштовао Леона Ростана (1790–1866), познатог по својој књизи о омекшавању мозга: Recherches sur le ramollissement du cerveau (1823),5 ]  Када је 1825. Ростан постао аутор истраживања из области „магнетизма“, на његовим  одељењима је Бурк спроводио своја истраживања, јако наклоњени његовом делу.
На насловној страни своје докторске тезе Виктор Бурк је навео  само „Бивши студент у париским болницама“ аали не постоје архивски докази да је положио међународни испит (за студенте који желе да живе и раде у болницама).
Преминуо је 12. август 1884.године у Бјевру малом граду петнаестак километара јужно од Париза, у 62 години живота.

## Дело
Хистерија је била једина патологија коју је Бурк желео да проучава у својој докторској тези, верујући да се ово стање  карактерише или „позитивни, динамичким или стеничким симптоми, односно симптомима који се „своде на једноставно повећање или преувеличавање осетљивих, моторних, циркулаторних, калоријских, секреторних и других функција или својстава“; или, насупрот томе, „смањењу или чак потпуном потискивању  функција или својстава“, које је назвао „негативним, адинамичним или астеничким“ симптомима. За дијагнозу су Буркео била довољна 2 симптома, Константност и континуитет анестезије или амиостезије. Њихова уобичајена коегзистенција, покретљивост и њихове аномалије, почетна периферна и делимична аналгезије, затим анестезије, биле су у сталном односу између ова два симптома и свих феномена  и довољна да се разликује од других болести.
Физиолошки појмови који су били у основи Бурковог размишљања, у складу са списима Џозефа-Анрија Боа (1806–1865), омогућили су Бурку да идентификујео само две осетљивости: бол и чуло додира.
Да би прецизно измерио осетљивост, Бурк је почео 1850. да користи шестар који је у Немачкој изумео Ернст-Хајнрих Вебер (1795–1878), који је био претеча експерименталне психологије. Бурков шестар је имао степенасту скалу за мерење сензибилитета према удаљености која раздваја две затупљене тачке. Без знања пацијента, било је могуће окренути крај за четвртину окрета и направити фину тачку и у њој убоде пацијента, чиме је тестирао перцепцију бола. Он је свој компас назвао естезиометар (Æsthésiomètre)  и сматрао га је инструментом који такође може да открије преваре. Бурк се надао да ће овим инструментом измерити мишићну активност и „са прецизношћу и ригорозношћу“. 
Нешто касније изумео је динамометар, за мерење мишићне снаге и направио, десетак побољшања током своје каријере, уз помоћ  Хермана Вулфинг Луер (1802–1883), немачког произвођач медицинских инструмената у Паризу, као и радионица Шарије. Када је покретљивост мерена овим инструментом испод силе коју указују запремина мишића, њихова ригидност и уобичајено вежбање, тренутак њиховог деловања и опште стање појединца, присутна је амиостанија  (слабост мишића). Овај непрецизан израз указује на смањену мишићну снагу без разликовања између мишићног рада и моторне контроле. Иако се термин данас чини двосмисленим, Бурк је био задовољан са „овом речју коју  је први употребио, (и коју) је сматрамо срећним проналаском“. Према , каталог „гимнастичких машина“ из 1877. сазнајемо да иако је „динамометар створен за медицину око 1850. године, он је убрзо је ушао у употребу у област гимнастике“. Ова реклама је проширила употребу динамометра не само на „гимнастичаре“, већ и код  пацијенте, у сврхе „ортопедске гимнастике“, односно технике која помаже развоју мишића и њиховој рехабилитацији.
Металотерапија  је 1848. године први формулисао др Виктор Бурк (1822–1884). Метод је захваљујући Жан-Мартену Шаркоу, који  је ову методу користио у лечењу хистерије, посебно хистеричне анестезије и парализе, применом метала, углавном бакра, на захваћена подручја, по њеном изумитељу називана буркизам (фр. burqism).
Виктор  Бурк почев од 1849. тврдио је да у одређеним условима нарушених општих и посебних сензација, повратак сензибилитета може бити изазван кожним применама одређених метала. Иако исти метал по Буркеу не утиче подједнако на све пацијенте;  постоји идиосинкразија према овом или оном металу. Конкретан метал се лако утврђује узастопном применом у трајању од неколико минута плоча или плочица од злата, цинка, бакра или гвожђа на захваћеним деловима тела. М. Бурк је такође навео, да и поред много неверице, да враћање сензибилитета стоји у директној вези са неким општим морбидним стањем, и да се из спољне апликације добија индикација за унутрашњу примену истог метала.
Током поновљених епидемија колере средином деветнаестог века, Бурк је препоручио превентивно и корективно узимање бакра, након што је приметио да радници у топионици нису захваћени болешћу. Механизми антибактеријског деловања бакра су од тада разјашњени и легитимишу Буркову кампању против колере. Бурк је такође заговарао гутање бакар-сулфата за лечење дијабетеса. Данашњи налази о цревној микробиоти и начину на који ови организми утичу на регулацију шећера у крви подржавају Буркове тврдње, које се дуги низ година сматрају натераним.
Доктор Бурк, који је измислио овај метод лечења и био достојан лекар, ипак је преувеличао профилактичке и куративне предности примене метала. Куцао је на многа врата, али узалуд. Надао се да ће тестирати вредност својих запажања у болничким одељењима. Увек је био упоран, али је наишао на презир што би могло објаснити његова претеривања. У домену болничких лекара и професора медицинских факултета, Бурк је сматран превише емпиријским, а неки су га чак и одбацили као надрилекара. Бурк је 7. фебруара 1851. одбранио своју тезу о анестезији и болним мишићним сензацијама у односу на хистерију, међу осталим нервним поремећајима.
Методу је с краја 19. веку оживео утемељивач савремене неурологије Жан-Мартен Шарко (1825 —1893), који је заинтересован за металотерапију, деловао храбро, позивајучи Бурка да понови своје експерименте у његовом одељењу Салетрије што је, касније довело до важних научних доприноса, попут лечење одузетих делова код хистеричних и живчано болесних применом металних плоча постављених на оболела места.
У складу са традицијом, Бурк је веровао да може да излечи хистеричну анестезију и парализу применом металних плоча. Ову праксу је назвао екстерном металотерапијом, којој је следило оно што је он назвао металоскопија, или одређивање специфичне осетљивости сваког пацијента на дати метал. Развио је разне инструменте: компас којим је прецизно одредио осетљивост, као и неколико динамометара за мерење мишићне силе. Такође је измислио различите поступке за наношење металних плоча. Након 25 година истраживања и преласка из болнице у болницу, Бурк је био задовољан сазнањем да је Удрућење биологичара именовао комисију од 3 стручњака за процену његових резултата, међу којима су били: Charcot, Jules Luys (1828–1897) и  Victor Dumontpallier (1826–1899). Комисија је израдила два узастопна извештаја, 1877. и 1878. године, који су потврдили Буркове главне налазе.
Шаркоово учешће у истраживању Бурковог рада (предузето у сарадњи са два друга водећа француска неуролога, Амедеом Думонтпаллиером и Жил Бернард Луисом) послужило је као главни катализатор у изазивању интересовања великог неуролога за хипнозу, на првом месту, који је био касније одговоран за неколико његових кључних уверења о основној физиолошкој вези између хипнозе и хистерије. Такође је показано како су ове ране студије металоскопије – а посебно откриће Шаркоа и његових колега такозваног металоскопског „трансфера“ – отвориле врата успону нео-месмеричне, и све више окултне, гране истраживања хипнозе у француској  психијатрија,

## Изведени радови
- Note sur l'emploi des armatures métalliques contre les accidents nerveux du choléra, Malteste, 1849
- De l'anesthésie et de l'amyosthésie, au point de vue des symptômes, de la marche, de l'étiologie, du diagnostic et du traitement de quelques affections nerveuses en général, et de l'hystérie en particulier, Rignoux, 1851
- Métallothérapie, traitement des maladies nerveuses, paralysies, rhumatisme chronique, spasmes... par les applications métalliques, G. Baillière, 1853
- Métallothérapie: Nouveau traitement par les applications metalliques, G. Baillière, 1853
- Choléra, préservation et traitement par les métaux..., G. Baillière, 1853
- Mémoire sur l'action préservatrice et curative du cuivre dans le choléra, historique de la découverte des propriétés anticholériques de ce métal, G. Baillière, 1865
- Métallothérapie: du cuivre contre le choléra au point de vue prophylactique et curatif, G. Baillière, 1867
- Choléra; de l'immunité acquise par les ouvriers en cuivre : par rapport au choléra, enquêtes faites à ce sujet en France et en Italie; préservation et traitement par les armatures et les sels de cuivre, observations et expériences depuis 1849, G. Baillière, 1867
- Appendice: nouveaux faits qui se sont produits en 1866 : Expériences sur les cholériques de l'Hôtel-Dieu, J. CLaye, 1867
- Métallothérapie: du cuivre contre le choléra au point de vue prophylactique et curatif : rapport officiel de M. le Dr. Vernois sur l'immunité cholérique des ouvriers en cuivre, G. Baillière, 1871
- Métallothérapie: traitement des maladies nerveuses, paralysies, hystérie... par les métaux et les eaux minérales qui en contiennent, G. Baillière, 1871
- De la gymnastique pulmonaire contre la phtisie: influence bienfaisante de la déclamation, du chant et du jeu, des instruments à vent ou bien des inhalations forcées ; effets désastreux du mutisme et du silence sur les organes respiratoires, G. Baillière, 1875
- La métallothérapie dans le service de M. le professeur Verneuil à l'Hôpital Lariboisière, Cusset, 1877
- La métallothérapie à Vichy contre le diabète et la cachexie alcaline, Delahaye, 1881
- La métallothérapie devant le Lyon médical, le Bulletin de thérapeutique et la médecine officielle pendant trente années: revendications et négations: avant projet d'une institution scientifique libre basée sur le suffrage de tous les intéressés, Delahaye et Lecrosnier, 1881
- Des origines de la métallothérapie: part qui doit être faite au magnétisme animal dans sa découverte : le Burquisme et le Perkinisme, Delahaye et Lecrosnier, 1882
- Métallothérapie: hystérie... guérison rapide par l'aluminium avec la collaboration de Jules Moricourt, A. Levy, 1883
- Du cuivre contre le choléra et la fièvre typhoi͏̈de : préservation et traitement, Delahaye et Lecrosnier, 1884
- Antiseptiques et maladies infectieuses: Du cuivre contre le choléra et la fièvre typhoïde, préservation et traitement, Delahaye et Lecrosnier, 1884